# プラザホールディングス

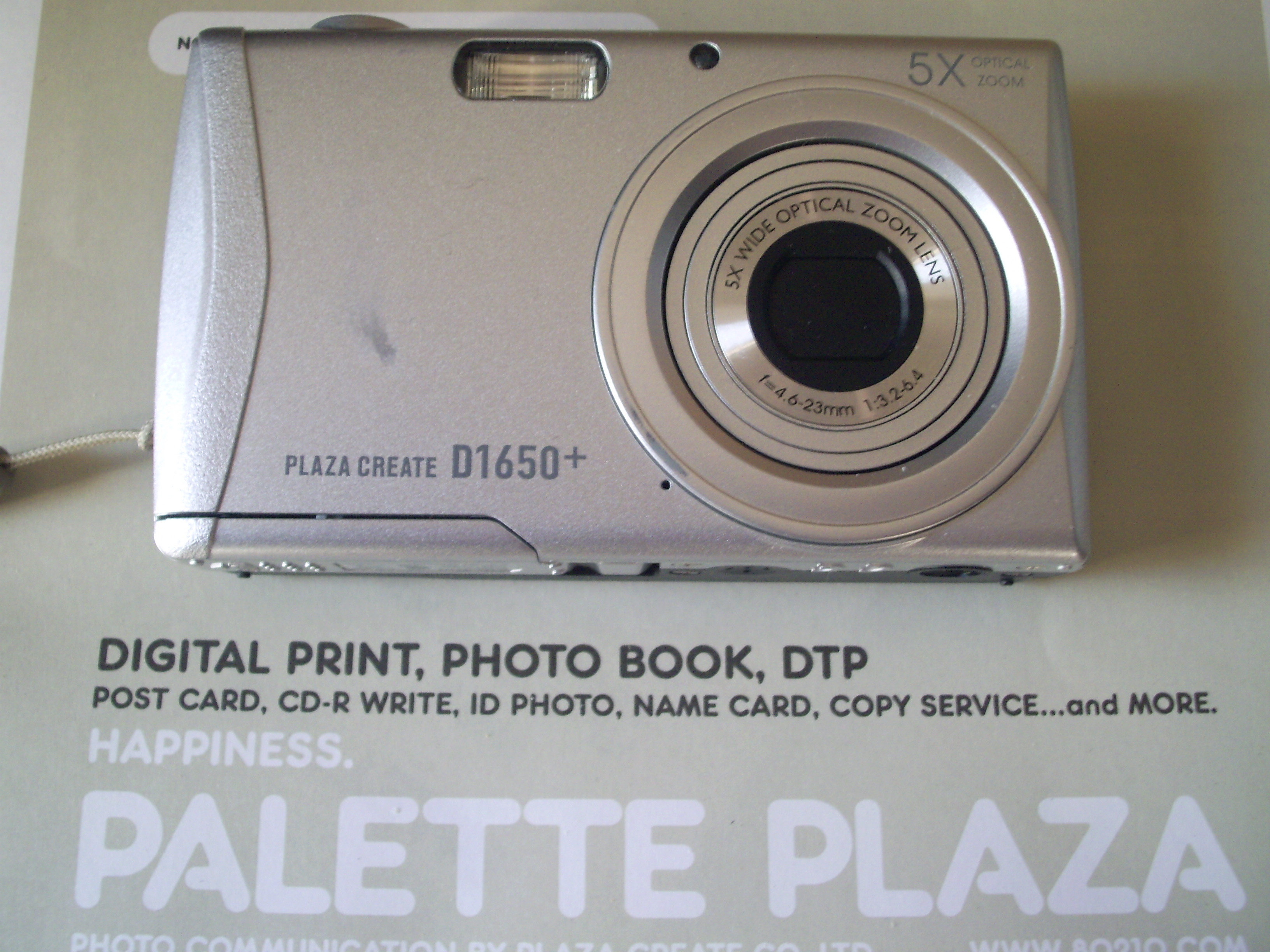
「プリントが映える写真屋さんが作ったカメラ」がウリのプラザクリエイトオリジナルデジカメ

株式会社プラザホールディングスは、東京都中央区に本社を置く、東京証券取引所スタンダード市場上場の持株会社。子会社の株式会社プラザクリエイトがDPEショップチェーンやキャリアショップなどを手がけている。

## 概要
1988年（昭和63年）3月11日設立。子会社の株式会社プラザクリエイト（旧：株式会社プラザクリエイトイメージング）が、DPEショップの「パレットプラザ」および「55ステーション」を全国にFC展開するとともに直営している。

## 沿革
- 1984年（昭和59年）4月 - 個人企業中部写真設立。
- 1986年（昭和61年）4月 - パレットプラザ1号店を名古屋市内に出店。
- 1988年（昭和63年）3月11日 - 愛知県名古屋市熱田区で株式会社プラザクリエイト（初代）を設立。
- 1994年（平成6年）10月7日 - 株式会社ポッカコーポレーションと合弁で株式会社ポッカクリエイトを設立。
- 1996年（平成8年）
  - 7月23日 - 日本証券業協会に株式を店頭登録。
  - 9月 - プラザクリエイトリース株式会社を設立。同月、アメリカのビビター・コーポレーションおよびグループ各社の株式を取得。
  - 12月 - アメリカのピクチャービジョン・インクとの合弁でフォトネットジャパン株式会社（現・ジグノシステムジャパン）を設立。
- 1997年（平成9年）
  - 6月 - 東京都千代田区に本社事務所を移転するとともに、本店所在地も変更。
  - 11月 - オリエンタル写真工業株式会社（現・サイバーグラフィックス）、オリエンタル写真商事株式会社、株式会社オリエンタルカラー（のちのネットワークラボ）の株式を取得。
- 2000年（平成12年）11月 - ビビター・グループ各社の保有全株式を売却。
- 2002年（平成14年）3月 - リクリ株式会社を設立。
- 2003年（平成15年）
  - 3月 - オリエンタル写真商事の保有全株式を売却。
  - 4月 - ネットワークラボ株式会社を吸収合併。
  - 8月 - サイバーグラフィックスの保有全株式を売却。
- 2004年（平成16年）
  - 3月 - プラザクリエイトリースを吸収合併。
  - 8月 - リクリを吸収合併。
  - 10月 - ジグノシステムジャパンが第三者割当増資を実施し、連結子会社から持分法適用会社となる。
  - 12月 - ジャスダックに株式を上場。
- 2005年（平成17年）
  - 2月 - 株式会社パレットプラザを設立。
  - 8月 - デジプリ株式会社の株式を取得し子会社化。
  - 9月 - ITエージェント株式会社の全株式を取得し子会社化。
- 2006年（平成18年）4月 - 株式会社55ステーションの全株式を取得し子会社化。同月、株式会社プラザハートを設立。
- 2007年（平成19年）4月 -
  - プラザクリエイトは「パレットプラザ」を子会社である55ステーションに承継させる吸収分割を実施。55ステーションは株式会社プラザクリエイトイメージングに商号を変更。
  - 株式会社プラザクリエイトモバイリングを設立。
- 2008年（平成20年）4月 -
  - デジプリ株式会社およびITエージェント株式会社を吸収合併。
  - ジグノシステムジャパンの保有全株式を売却。
- 2010年（平成22年）4月 - 株式会社フォトネットおよび株式会社Qlixを設立。
- 2011年（平成23年）
  - 3月 - 株式会社プラザクリエイトフードサービスを設立。
  - 5月 - 株式会社プラザクリエイトキャリアを設立。
- 2014年（平成26年）
  - 4月 - 株式会社プラザクリエイトモバイリング及び株式会社プラザハートの事業を株式会社プラザクリエイトイメージングに承継させる吸収分割を実施。
    - プラザクリエイトイメージングは株式会社プラザクリエイトストアーズに商号変更。

  - 7月 - プラザクリエイトモバイリング及びプラザハートを吸収合併。
  - 10月 - プリントショップ（FC含む）の本部機能とモバイル事業の一次代理店機能を株式会社プラザクリエイトストアーズに吸収分割。
- 2017年（平成29年）
  - 2月1日 - 第三者割当処分によりソフトバンクが10.7％株式取得[1]
  - 10月1日 - 株式会社プラザクリエイトを株式会社プラザクリエイト本社に商号変更、株式会社プラザクリエイトストアーズを株式会社プラザクリエイトに商号変更[2]
  - 12月1日 - プラザクリエイト本社より不動産事業を子会社プラザクリエイトに承継する簡易吸収分割実施。
- 2023年（令和5年）6月30日 - 株式会社プラザホールディングスに商号変更。

## 事業所
- 本社（東京都中央区）
- 北海道営業部（北海道札幌市中央区）
- 東北営業部（宮城県仙台市青葉区）
- 首都圏営業本部（東京都中央区）
- 東海営業部（愛知県名古屋市中区）
- 関西営業部（大阪府大阪市中央区）
- 九州営業部（福岡県福岡市博多区）
- 和光プリントセンター（埼玉県和光市)

## 関連会社
- 株式会社プラザクリエイト
- 株式会社ストアクロス